# تروي كالهون
تروي كالهون (بالإنجليزية: Troy Calhoun)‏ هو لاعب كرة قدم أمريكية أمريكي، ولد في 26 سبتمبر 1966 في ميكمينفيل في الولايات المتحدة.